# Turčianky
Turčianky es un municipio del distrito de Partizánske en la región de Trenčín, Eslovaquia, con una población estimada a final del año 2024 de 134 habitantes.
Se encuentra ubicado al sur de la región, cerca del río Nitra (cuenca hidrográfica del Danubio) y de la frontera con la región de Nitra.

## Demografía
| Año        | 1994 | 2004     | 2014    | 2024     |
| ---------- | ---- | -------- | ------- | -------- |
| Población  | 138  | 156      | 150     | 134      |
| Diferencia |      | +13,04 % | −3,84 % | −10,66 % |

| Año        | 2023 | 2024    |
| ---------- | ---- | ------- |
| Población  | 135  | 134     |
| Diferencia |      | −0,74 % |